# Músculo poplíteo
El músculo poplíteo, también llamado musculus popliteus, es un músculo de la pierna que se encuentra en la parte posterior de la rodilla, delante del músculo gastrocnemio (gemelos); es corto, aplanado y triangular. Desbloquea la rodilla al correr o andar haciendo una rotación interna de la rodilla durante un movimiento de cadena cinética cerrada (como la de un pie en contacto con el suelo). 

## Inserción
Su porción superior se inserta en la parte posteroexterna del cóndilo externo del fémur; en su parte inferior en el labio superior de la línea oblicua y cara posterior de la tibia.

## Inervación
Lo inerva el nervio tibial de las raíces espinales de L5 a S1.

## Acción
Es flexor de la pierna sobre el muslo (de la articulación de la rodilla), y rotador medial de rodilla cuando está en flexión. Comienza su acción al inicio de la flexión, produciendo una ligera rotación interna de la tibia en cadena cinemática cerrada.
Cuando la rodilla se encuentra en extensión completa, el fémur realiza una ligera rotación interna sobre la tibia para bloquear la articulación de la rodilla en su lugar. A veces el poplíteo es llamado la "llave" para desbloquear la rodilla dado que empieza la flexión rotando lateralmente el fémur sobre la tibia.
El poplíteo está también unido al menisco lateral de la rodilla; y tira de él posteriormente durante la flexión de rodilla para evitar que la tibia y el fémur lo aplasten durante la flexión.

## Variaciones
Puede tener una cabeza adicional de un hueso sesamoideo (cyamella) en la cabeza externa del gastrocnemio. Esto es común en gatos y perros, pero es poco frecuente en humanos.
También puede presentar una segunda cabeza llamada poplíteo menor o bíceps poplíteo que se origina en el fémur en la cara interna del plantaris, y se inserta en el ligamento posterior de la articulación de la rodilla.
El peroneotibial, presente en el 14% de la población. Su origen es el lado interno de la cabeza del peroné y en el extremo superior de la línea oblicua de la tibia, encontrándose por debajo del poplíteo.

## Clínica
Justo a la altura de la rodilla, en su parte trasera, crea un hueco en la inserción de los gemelos, llamado hueco o cavidad poplítea, en la que es muy fácil tomar el pulso y realizar la inserción de vías para la administración de fármacos o alimentación parenteral.
En los corredores es frecuente la lesión en el tendón de este músculo (tendinitis del poplíteo).

### Puntos gatillo
Un acortamiento del poplíteo por puntos gatillo puede causar dolor en su origen tendinoso en la zona lateral de la rodilla.

## Imágenes adicionales

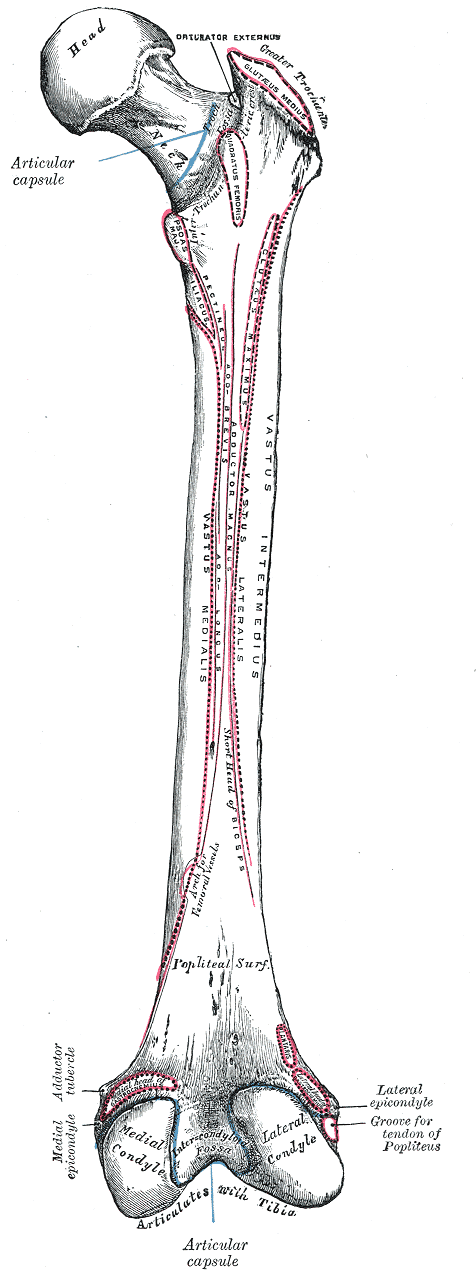
Fémur derecho. Cara posterior.
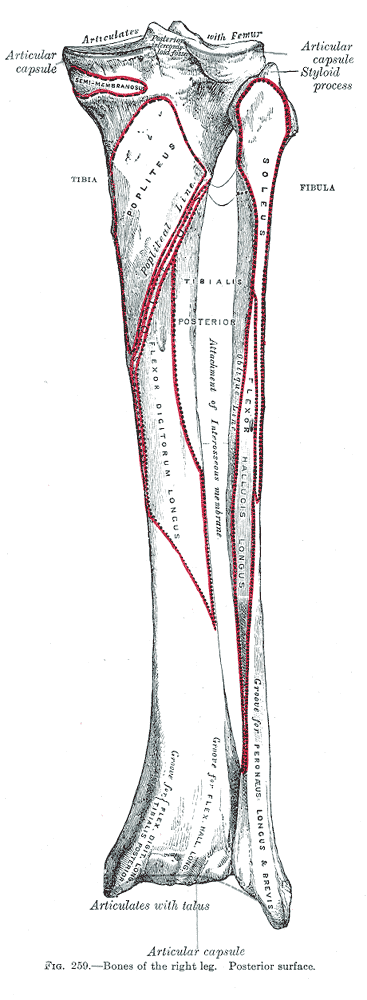
Huesos de la pierna derecha. Cara posterior.
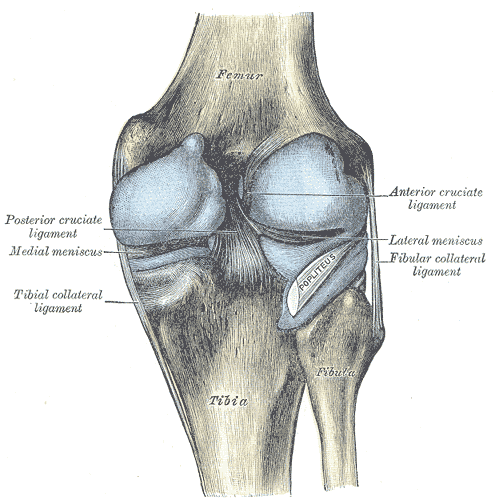
Cápsula de la rodilla derecha (distendida). Aspecto posterior.
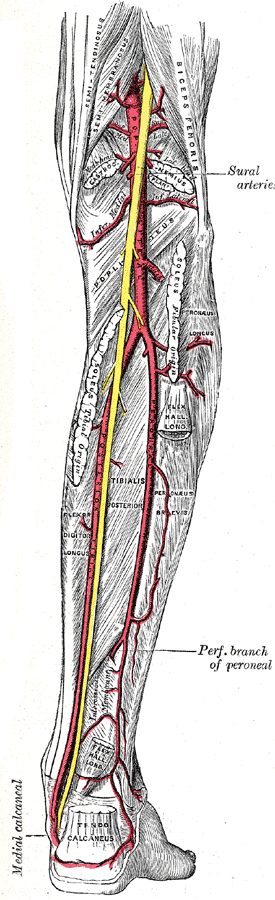
Arterias peroneas, tibiales posteriores y poplíteas